# Acidificación oceánica en la Gran Barrera de Coral
La acidificación del océano amenaza la Gran Barrera de Coral al reducir la viabilidad y la resistencia de los arrecifes de coral. La Gran Barrera de Coral, considerada una de las siete maravillas naturales del mundo y un punto caliente de la biodiversidad, está situada en Australia. Al igual que otros arrecifes de coral, está experimentando una degradación debido a la acidificación del océano. La acidificación oceánica es el resultado de un aumento del dióxido de carbono atmosférico, que es absorbido por el océano. Este proceso puede aumentar la temperatura de la superficie del mar, disminuir la aragonita y reducir el pH del océano.
Los organismos calcificadores están en riesgo, debido a la resultante falta de aragonito en el agua y la disminución del pH. Esta disminución de la salud de los arrecifes de coral, en particular la Gran Barrera de Coral, puede dar lugar a una reducción de la biodiversidad. Los organismos pueden sufrir estrés debido a la acidificación del océano y la desaparición de los arrecifes de coral sanos, como la Gran Barrera de Coral, es una pérdida de hábitat para varios taxones.

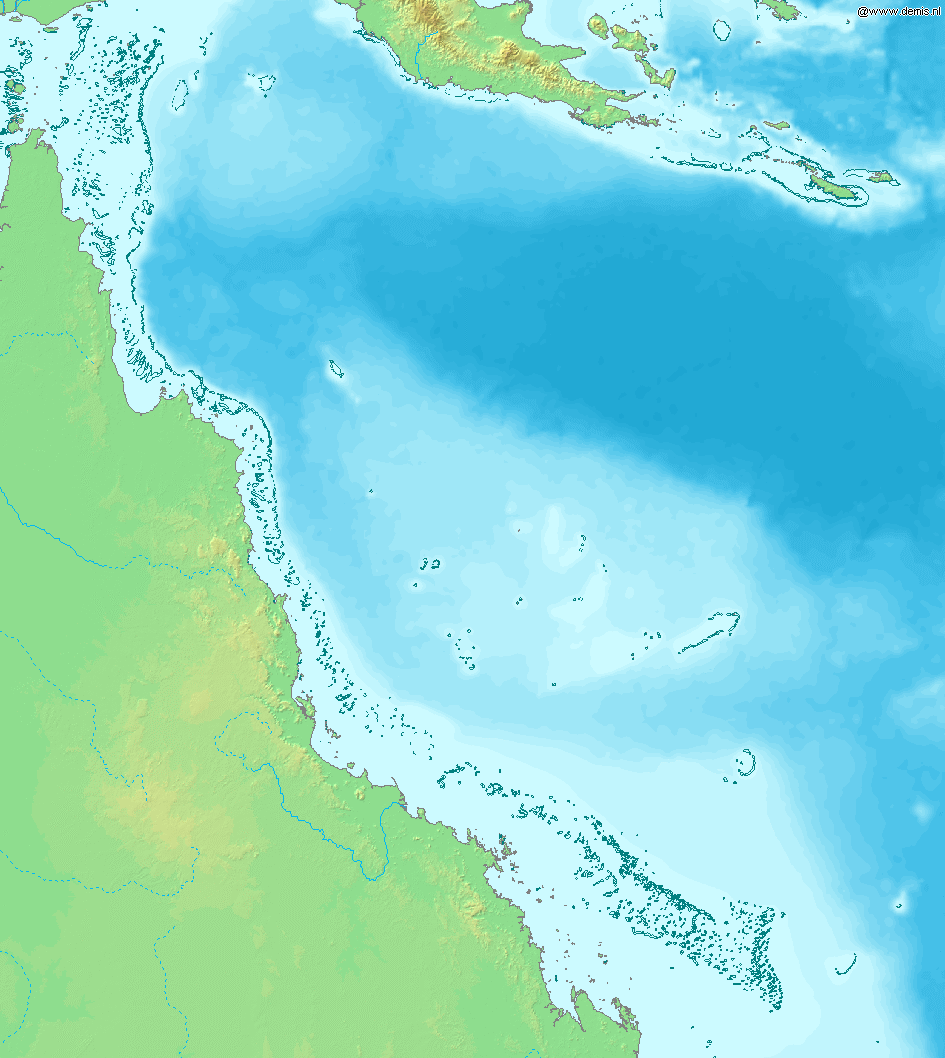
Mapa de la Gran Barrera de Coral

## Antecedentes
El dióxido de carbono atmosférico ha aumentado de 280 a 409 ppm desde la revolución industrial. Este aumento de dióxido de carbono ha llevado a una disminución de 0,1 del pH, y podría disminuir en 0,5 para el 2100. Cuando el dióxido de carbono se encuentra con el agua de mar forma ácido carbónico, que luego se disocia en hidrógeno, bicarbonato y carbonato y reduce el pH del océano. La temperatura de la superficie del mar, la acidez del océano y el carbono inorgánico disuelto también están positivamente correlacionados con el dióxido de carbono atmosférico. La acidificación de los océanos puede causar hipercapnia y aumentar el estrés en los organismos marinos, lo que conduce a una disminución de la diversidad biológica. Los propios arrecifes de coral también pueden verse afectados negativamente por la acidificación oceánica, ya que las tasas de calcificación disminuyen a medida que aumenta la acidez.
La aragonita se ve afectada por el proceso de acidificación del océano, porque es una forma de carbonato de calcio. Es esencial para la viabilidad y la salud del coral, porque se encuentra en el esqueleto del coral y es más soluble que la calcita. El aumento de los niveles de dióxido de carbono puede reducir las tasas de crecimiento de los corales del 9 al 56%. Otros organismos calcificadores, como los bivalvos y los gasterópodos, también experimentan efectos negativos debido a la acidificación del océano.
Como punto caliente de la biodiversidad, los numerosos taxones de la Gran Barrera de Coral están amenazados por la acidificación del océano. Las especies raras y endémicas están en mayor peligro debido a la acidificación del océano, porque tienen una mayor dependencia de la Gran Barrera de Coral. Además, el riesgo de que los arrecifes de coral se derrumben debido a la acidificación supone una amenaza para la biodiversidad. El estrés de la acidificación oceánica también podría afectar negativamente a los procesos biológicos, como la fotosíntesis o la reproducción, y permitir que los organismos se vuelvan vulnerables a las enfermedades.

## Salud de coral

### Calcificación y aragonita
El coral es un organismo calcificador, por lo que corre un alto riesgo de descomposición y de crecimiento lento a medida que aumenta la acidificación de los océanos. La aragonita, que afecta a la capacidad del coral para absorber CaCO3, disminuye cuando el pH disminuye. Los niveles de aragonita han disminuido en un 16% desde la industrialización, y podrían ser más bajos en algunas partes de la Gran Barrera de Coral porque la corriente permite que los corales del norte absorban más aragonita que los corales del sur. Se predice que la aragonita se reducirá en un 0,1 para el 2100. Desde 1990, las tasas de calcificación de los Porites, un gran coral común que construye arrecifes en la Gran Barrera de Coral, han disminuido en un 14,2% anual. Los niveles de aragonita de la Gran Barrera de Coral no son iguales en toda ella; debido a las corrientes y la circulación, algunas partes de la Gran Barrera de Coral pueden tener la mitad de aragonita que otras. Los niveles de aragonita también se ven afectados por la calcificación y la producción, que pueden variar de un arrecife a otro. Si el dióxido de carbono atmosférico alcanza las 560 ppm, la mayoría de las aguas superficiales del océano estarán adversamente subsaturadas con respecto a la aragonita y el pH se habrá reducido en unas 0,24 unidades - de casi 8,2 hoy en día a poco más de 7,9. En este momento (en algún momento del tercer cuarto de este siglo al ritmo actual de aumento) solo unas pocas partes del Pacífico tendrán niveles de saturación de aragonita adecuados para el crecimiento del coral. Además, si el dióxido de carbono atmosférico alcanza las 800 ppm, la disminución del pH de las aguas superficiales del océano será de 0,4 unidades y la concentración total de iones de carbonato disuelto habrá disminuido al menos en un 60%. En este punto es casi seguro que todos los arrecifes del mundo estarán en estado de erosión. Sin embargo, el aumento del pH y la reproducción de las condiciones químicas oceánicas anteriores a la industrialización en la Gran Barrera de Coral provocaron un aumento de las tasas de crecimiento de los corales en un 7%.

### Temperatura
La acidificación de los océanos también puede provocar un aumento de la temperatura de la superficie del mar. Un aumento de alrededor de 1 o 2 °C puede causar el colapso de la relación entre el coral y las zooxantelas, posiblemente llevando a la decoloración. Se prevé que la temperatura media de la superficie del mar en la Gran Barrera de Coral aumente entre 1 y 3 °C para el 2100. Este colapso de la relación entre el coral y las zooxantelas se produce cuando se daña el Fotosistema II, ya sea debido a una reacción con la proteína D1 o a la falta de fijación del dióxido de carbono; esto da lugar a una falta de fotosíntesis y puede conducir al blanqueo.

### Reproducción
La acidificación oceánica amenaza la reproducción de los corales en casi todas las fases del proceso. La gametogénesis puede verse afectada indirectamente por el blanqueo de los corales. Además, el estrés que la acidificación ejerce sobre el coral puede dañar potencialmente la viabilidad del esperma liberado. Las larvas también pueden verse afectadas por este proceso; el metabolismo y las señales de asentamiento podrían verse alterados, cambiando el tamaño de la población o la viabilidad de la reproducción. Otras especies de larvas calcificadoras han mostrado tasas de crecimiento reducidas en escenarios de acidificación oceánica. El biofilm, un bioindicador de las condiciones oceánicas, experimentó una reducción de la tasa de crecimiento y una alteración de la composición en la acidificación, lo que posiblemente afectó al asentamiento larvario en el propio biofilm.

## Biodiversidad
La Gran Barrera de Coral es un punto caliente de biodiversidad, pero está amenazada por la acidificación de los océanos y el consiguiente aumento de la temperatura y la reducción de los niveles de aragonita. Los elasmobranquios de la Gran Barrera de Coral son vulnerables a la acidificación oceánica principalmente debido a su dependencia del hábitat y a la destrucción de los arrecifes de coral por la acidificación oceánica. Las especies raras y endémicas, como la raya puerco espín, también corren un alto riesgo. La salud de las larvas y el asentamiento de organismos tanto calcificadores como no calcificadores pueden verse perjudicados por la acidificación oceánica. Un depredador de los arrecifes de coral de la Gran Barrera de Coral, la estrella marina Corona de Espinas, ha experimentado una tasa de mortalidad similar a la del coral del que se alimenta. Cualquier aumento de los nutrientes, posiblemente por la escorrentía de los ríos, puede afectar positivamente a la Corona de Espinas y provocar una mayor destrucción del coral.
Las algas coralinas mantienen unidos algunos arrecifes de coral y están presentes en múltiples ecosistemas. Sin embargo, a medida que la acidificación oceánica se intensifica, no responderán bien y podrían dañar la viabilidad y la integridad estructural de los arrecifes de coral. La acidificación oceánica también puede afectar indirectamente a cualquier organismo; el aumento del estrés puede reducir la fotosíntesis y la reproducción, o hacer que los organismos sean más vulnerables a las enfermedades. Además, a medida que los arrecifes de coral se descomponen, sus relaciones simbióticas y sus residentes tendrán que adaptarse o encontrar nuevos hábitats de los que depender.
Se ha comprobado que los organismos son más sensibles a los efectos de la acidificación del océano en las etapas temprana, larvaria o planctónica. Como la acidificación oceánica no existe en el vacío, los múltiples problemas a los que se enfrenta la Gran Barrera de Coral se combinan para someter a los organismos a un mayor estrés. La acidificación oceánica no solo puede afectar al hábitat y al desarrollo, sino que también puede afectar a la forma en que los organismos ven a los depredadores y a sus conespecíficos. Los estudios sobre los efectos de la acidificación oceánica no se han realizado en escalas de tiempo suficientemente largas para ver si los organismos pueden adaptarse a estas condiciones. Sin embargo, se prevé que la acidificación oceánica se producirá a un ritmo que la evolución no podrá igualar. El aumento de la temperatura también está afectando el comportamiento y la aptitud de la trucha de coral común, un pez muy importante para mantener la salud de los arrecifes de coral.